# Vadim Mel·ler
Vadim Gueórguievitx Mel·ler (en rus: Вадим Георгиевич Меллер; 1884 -1962) va ser un pintor rus, artista avantguardista (Cubisme, Constructivisme), dissenyador i escenògraf.
Vadim Mel·ler va néixer a Sant Petersburg. Era el fill d'un funcionari superior del Ministeri de la Justícia de la Rússia Imperial. El seu pare, Gueorgui Mel·ler, era un noble nascut suec, la seva mare, Helen Caruso, mig italiana i mig grega, procedia també d'una família noble.
Després de graduar-se en Dret per la Universitat de Kíev, va adquirir una educació artística a l'Acadèmia de Belles Arts de Múnic. Va ser en estret contacte amb el grup Der Blaue Reiter. Es va fer amic de Vassili Kandinski.
Va començar a exposar les seves obres després de traslladar-se a París, on va formar part de la Societat d'Artistes Independents. Me·ller va estudiar igualment amb Antoine Bourdelle.
El 1912-1914 va participar en exposicions junt amb Kazimir Malèvitx, Sonia Delaunay, Alexander Archipenko i Aleksandra Ekster: Salon des Indépendents, Salon de ressort i Saló de Tardor al costat de Pablo Picasso, Georges Braque i André Derain.
Després de tornar a Kíev el 1917, va treballar en pintura monumental, disseny gràfic, i disseny de vestuari. La seva transició a l'escenografia com el camp principal de la seva activitat artística va ocórrer en els primers anys després de la revolució.
A partir de 1919 - 1920, va treballar amb la ballarina Bronislava Nijinska, germana de Nizhinski, en el seu estudi de ballet clàssic. El 1922 Mel·ler va anar convidat al refundat Teatre Berezil.
El 1925 Mel·ler va participar en l'exposició Arts Décoratifs et Industriels Modernes (art Déco) a París, on li van concedir una medalla d'or pel disseny interior del Teatre de Berezil. Va treballar en el disseny per a teatre a Ucraïna fins i el 1945.
A partir de 1925 també va ensenyar a l'Acadèmia de l'Art de Kíev (Kkhi) junt amb Vladímir Tatlin i Alexander Bogomazov. El mateix any es va fer membre de la unió de l'Associació dels Artistes Revolucionaris d'Ucraïna junt amb David Burliuk (cofundador), Alexander Bogomazov (cofundador), Vassiliy Yermilov, Victor Palmov i Alexander Khvostenko-Khvostov.
Mel·ler va treballar com a director temporal de l'Institut Monumental de la Pintura i de l'Escultura de l'Acadèmia d'Arquitectura de la República Socialista Soviètica d'Ucraïna (1946-1948), sent un artista principal de la comèdia teatre (1948 -1953) de la Música de Kíev i del Teatre Acadèmic d'Iv. Franko Kiev (1953-1959).
Es va casar amb Nina Genke-Mel·ler.
Vadim Mel·ler va morir a Kíev l'any 1962.